# Den forsvundne verden
Den forsvundne verden (originaltitel: The Lost World) er en eventyr- og science fiction-roman, som den skotske forfatter sir Arthur Conan Doyle (1859-1930) udgav i 1912. Romanen blev oversat til dansk i 1966.
Hovedpersonen er den karismatiske og ofte aggressive videnskabsmand professor George Edward Challenger og følger ham og en lille gruppe mænd på en farefuld ekspedition til et ukendt plateau i Amazonas, hvor forhistoriske væsener stadig lever. Det er en fortælling fyldt med spænding, opdagelser og refleksioner over videnskab, civilisation og menneskets plads i naturens store sammenhæng.
Ekspeditionen består af:
- Professor Challenger er ekspeditionens ophavsmand og drivkraft.
- Professor Summerlee er en ældre og skeptisk videnskabsmand, som vil afprøve Challengers påstande.
- Lord John Roxton er en eventyrer med erfaring fra tidligere ekspeditioner.
- Edward Malone er journalist og historiens fortæller.

## Forhistoriske dyr
Blandt de forhistoriske dyr, der ifølge romanen stadig lever på det isolerede plateau, er de to planteædende dinosaurer, Iguanodon og Stegosaurus, samt de to kødædende dinosaurer Allosaurus og Megalosaurus. Der er også flyveøglerne, Pterodactyler. Foruden dinosaurer støder ekspedition også på forhistoriske pattedyr, så som Toxodon, Megaloceros, Glyptodon, Dryopithecus og Pithecanthropus.
Romanen er en af de første inden for genren med "forhistoriske overlevelser" og blev grundlæggende for en hel tradition af historier, hvor moderne mennesker konfronteres med ældgamle, glemte verdener. Den er stadig relevant i dag og har i over 100 år inspireret både litteratur, film og populærkultur. "Den forsvundne verden" har især inspireret den amerikanske forfatter Michael Crichton (1942-2008) til at skrive to romaner om Jurassic Park i 1990 hhv. 1995.
Romanen er flere gange er blevet filmatiseret; fx i 1925 og 1960 og 1992 samt 1998.

## Del af en serie
Foruden "Den Forsvundne verden" indgår Professor Challenger også som hovedperson i to andre af Doyles romaner: "The Poison Belt" (1913) og "The Land of Mist" (1925-1926).